# Rusty Hamer
Rusty Hamer (ur. 15 lutego 1947 w Tenafly, zm. 18 stycznia 1990) – dziecięcy i młodzieżowy amerykański aktor telewizyjny. Popełnił samobójstwo, a jego śmierć zwróciła uwagę na problemy dziecięcych aktorów.

## Filmografia
seriale
- 1953: Make Room for Daddy jako Rusty Williams
- 1958: Westinghouse Desilu Playhouse
- 1967: The Danny Thomas Hour jako Rusty

film
- 1956: Zatańcz ze mną Henry jako Duffer

## Wyróżnienia
Posiada swoją gwiazdę na Hollywoodzkiej Alei Gwiazd.